# 木村政雄
木村 政雄（きむら まさお、1946年5月30日 - ）は、日本の芸能プロモーター、芸能プロデューサー。京都府京都市伏見区出身。
吉本興業にて東京事務所長、制作部長、取締役、常務取締役を歴任した。

## 来歴
兵庫県立福崎高等学校を経て、1969年3月同志社大学文学部社会学科新聞学専攻卒業。
新聞記者志望だったが新聞社の入社試験に落ち、大学卒業後吉本興業に入社。この時、父親は「お笑いの会社入るとは、罰当たり物やな」と落胆していたという。京都花月担当スタッフを経て、制作部に配属となり横山やすし・西川きよしのマネージャーを8年半務め、笑福亭仁鶴、花紀京のマネージャーを務めた後、1980年に東京事務所（現在は東京本社）所長に異動となり、部下だった大﨑洋と共に漫才ブームを築いた。
1988年大阪本社へ戻って制作部次長に就くと、劇団ふるさときゃらばんとの交流もきっかけとなり、低迷していた吉本新喜劇を再生させる。1994年に取締役制作部長、1997年4月に常務取締役に昇進し、2002年10月に退社。フリーとして「木村政雄の事務所（「の」は鏡文字）」を設立し、独立した。
元大阪府堺市顧問、株式会社先駆舎代表取締役主宰、法政大学大学院客員教授、元京都精華大学理事、フリーマガジン5L（ファイブエル）編集長など歴任。
2019年、自身のブログで「木村政雄の事務所」解散を発表。以後、インタビューに応える以外、目立った活動は行っていない。
妻は元タレントの響マミ（「パンチDEデート」のアシスタントで出演した時に知り合った）で、長男と長女がいる。

## 著書
- 気がつけば、みんな吉本　全国“吉本化”戦略（1995年、勁文社）2001年に同・文庫
- 笑いの経済学　吉本興業・感動産業への道（2000年、集英社新書）
- 吉本興業から学んだ「人間判断力」（2002年、講談社）
- 五十代からは、捨てて勝つ　自分株式会社をつくろう （2003年、PHP）
- 人間の賞味期限　こうすれば伸ばせる！（2003年、祥伝社）
- 35歳革命 仕事のカベにぶつかった時に読む本（2005年、大和書房）
- やすし・きよしと過ごした日々　マネージャーが見た波瀾万丈回想記 （2003年、文藝春秋／2005年、文春文庫）
- 50歳力　不安をワクワクに変える知恵 （2005年、大和書房）
- プロに訊け！-明日が見えた瞬間 （2006年、丸善）
- 客観力-自分の才能をマネジメントする方法 （2008年、祥伝社新書）
- 自分をリセットしたい時に読む本―もっと前向きに、楽観的になる秘訣（2009年、三笠書房・知的生きかた文庫）

共著
- 吉本興業vsちゃんと。（岡田賢一郎との共著、2001年、吉本音楽出版）
- 「人をつくる」という仕事（テリー伊藤との共著、2003年、青春出版社）
- 「アホ」になれる人が成功する（中谷彰宏との共著、2000年、ダイヤモンド社）
- 内田さんに聞いてみた 「正しいオヤジ」になる方法（内田樹との共著、2013年、宝島社）

## 過去の出演番組
- 吉田照美のやる気MANMAN!（文化放送）※毎週月曜日の「マイクサイドボクシング『俺に言わせろ!』」
- ズバリ快答!テレフォン身の上相談（TBSラジオ）※毎週金曜日
- もっともっと関西（NHK大阪放送局）※火曜ゲストコメンテーター
- ブロードキャスター（TBSテレビ）※ゲストコメンテーター
- 木村政雄の楽園計画（文化放送）
- みのもんたの朝ズバッ!（TBSテレビ）
- こんちわコンちゃんお昼ですょ!（MBSラジオ）※月1回（現在は終了）
- イブニングワイド（TBSテレビ）※火曜ゲストコメンテーター（現在は終了）
- 開店! ウメ子食堂（RKBラジオ）※第1、第3金曜日

## エピソード
- 自称エグゼクティブフリーター。
- 間寛平が吉本から独立して東京で活躍したいと考えた時に、懸命に説得し慰留させた。寛平本人は吉本の東京事務所があるのを知らなかったという[1]。結局、寛平は東京吉本に移籍し、東京や関西以外の国内外での芸能活動の足がかりを得ることになった。
- 月亭八方が東京でのレギュラー番組を降ろされ、落ち込んでいた時に「みんなが頑張っとるからこそ、逆にローカルチャンピオンになるべきや。くよくよしたってしゃあない。むしろ、ローカルチャンピオンで頑張ったらええ」と慰めた。八方はこれを機に立ち直った。
- 吉本在籍時、一時低迷していた吉本新喜劇を再生させ、更にはダウンタウンを一躍全国区にのし上げ、更には劇場の興行システムを改編した反面、会社の方針に従わないベテラン芸人や若手芸人を大胆にリストラしたり、(「吉本新喜劇やめよっカナ?キャンペーン」)を企画、不祥事を起こした芸人に対して厳罰な措置を取るなど、企業人として冷徹な一面を見せている。
特に横山やすしが吉本興業から契約解除（解雇）された時に、やすしへの契約解除通告を行ったのも、当時専務だった林裕章の署名を入れた契約解除通知書を記者会見で読み上げたのも木村本人だった。その時の記者会見で記者達から「堪忍袋の緒が切れたのか?」の問いに「そうですね。我々のフォローもとっくに超えている。これ以上騒ぎを起こされたら、会社の姿勢も疑われますし、責任も問われますから。」とコメントした。
その手法は後に部下の大﨑洋に受け継がれた。なお、大﨑が処置を下した芸人には山本圭壱（極楽とんぼ、一旦解雇して後に復帰）、島田紳助（事実上引退）がいる。
- 2000年3月6日放送の「平成日本のよふけ」（CX）において、やすしを以下のように評している[2]。
  - 「川の流れに逆流して、それを生き甲斐にしていたようなとこありますよね。もっと楽な生き方っていっぱいあるんですよ。でも、あえて逆に行くことで、自分が生きているということを確認していたという人です。だから何が起こるかわからない状況ですよね。」
  - 「瞬間的に敵か味方か決めるといっていましたね。非常に考え方がデジタルですよね。一度敵と思われた人はずっとだめなんです。」[要出典]
  - 「最後まで甘えのあった人ですよね。実は気が小さくて、甘えん坊で、どっかでお母さんを探していた。そういう気弱な少年が、無理に横山やすしという役を演じていたというか、若いときは体力がついていったんですけど、だんだん体力落ちてきますよね。そうすると役を演ずることに無理が出て、破綻をきたしてくる。」
  - 「(やすしみたいな芸人は)もう生まれないし、世間が許さないと思いますね。僕は勝新太郎さんと、横山やすしさんが最後だと思いますね。」
- 自身の著書では「いまでも私は横山やすしのファンだがもう復帰はあり得ないし、して欲しくない。」と厳しい心境を述べた。
- 吉本新喜劇再生プロジェクトを起こした発端は放送作家の高平哲郎の誘いで劇団ふるさときゃらばんの芝居を見て「よし、これで行ったろ！きっと旨く成功する。」と思い付いたのがきっかけとなり、そして再生する事が出来た。
- 吉本在籍時、劇場の興行システムを10日ごとから7日ごとに変更することを、会長だった林正之助に直訴したところ「かまわん。やりなさい」と一発返事で承認された事がある。
- ダウンタウンが「ザ・テレビ演芸」でライト兄弟として出演し、横山やすしを激怒させ説教された後に「あれは横山流の漫才に対する価値観であって、そこから外れてるから悪いのではない。」と慰めた。[要出典]
- 「4時ですよーだ」（毎日放送）を当時の部下の大﨑洋と企画し、ダウンタウンを番組で一躍人気者に上昇させ、ダウンタウンが名実ともに大阪で天下を獲り、東京進出の足掛けを作った影の功労者でもある。
- 1996年頃に中居正広（当時SMAP）などがバラエティ番組で活躍して脅威になった事から、吉本の新入社員に対して「中居君に負けない芸人作り」をするようを進言していた時期もあった。
- 以前は自動車の運転免許を持っていなかったため自転車に乗るか鉄道やバスなどで通勤していたが、2009年8月に家族4人で北海道厚沢部町に行き、旅館に宿泊しながら運転免許を取得した。
- 芸能史研究家の笹山敬輔は、吉本興業社史ともいえる「吉本八十年の歩み」（1992年）には木村の名前が頻繁に出てくるのに対し、その後の「吉本興業百五年史」（2017年）には木村の名前がないことの不自然さを指摘している[3]。
- 2023年12月に発覚した吉本興業所属の松本人志による女性に対する性的行為強制疑惑に関しての取材に対しては、一貫して会社経営陣の対応を批判、松本への引退勧告を複数回コメントしている[4][5]。

## 木村政雄を演じた俳優
- 秋野太作『桂三枝が書いた、サスペンス吉本興業~吉本興業殺人事件~』（1988年、火曜スーパーワイド （ABC/テレビ朝日系））
- 西川弘志『俺は浪花の漫才師　笑わせまっせ泣かせまっせ!波瀾万丈の51年を生きた最後の芸人』（1997年、月曜ドラマスペシャル （MBS/TBS系））

## 関係項目・人物
- 吉本興業
- 横山やすし
- 西川きよし
- 島田紳助
- 明石家さんま
- 間寛平
- 西川のりお
- 吉本新喜劇
- 林正之助
- 中邨秀雄
- 林裕章
- 大﨑洋
- 桂三枝
- 月亭八方
- 花紀京
- 笑福亭仁鶴
- 大谷由里子
- ダウンタウン
- なんばグランド花月
- うめだ花月